# بکیرلی (قره‌عیسی‌لی)
بکیرلی (به ترکی استانبولی: Bekirli) یک منطقهٔ مسکونی در ترکیه است که در کارایسالی واقع شده‌است.